# ماريا لويزا غونزاغا
     لشخصية أخرى تحمل اسم ماريا لويزا، طالع ماريا لويزا (توضيح).

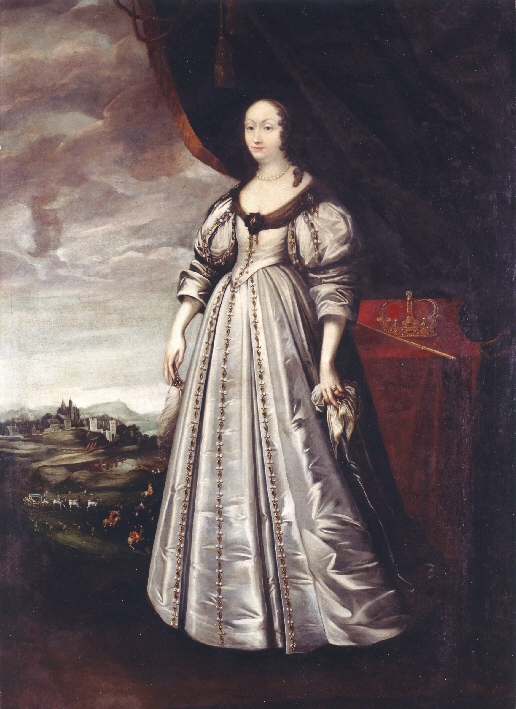
ماريا لويزا غونزاغا-نيفير, ملكة بولندا

 الملكة ماريا لويزا غونزاغا (معروفة في بولندا باسم لويزا ماريا) (نيفير، 18 أغسطس 1611 - وارسو، 10 مايو 1667)، زوجة اثنين من ملوك البولنديين: فواديسواف الرابع ويان الثاني. من مواليد 18 أغسطس 1611 في باريس (أو نيفير) ابنة الأمير كارلو الأول غونزاغا وكاترينا دي غيس أميرة مين.
بعد أن اأضت صباها مع والدتها، كان عليها الزواج من الأمير غاستون أورليان سنة 1627، ولكن الملك لويس الثالث عشر عارض الزواج، وأصبح بعد ذلك في سجن القلعة للقلعة فانسن ثم في الدير.
أول زواج لاقتراح الملك فواديسواف الرابع من بولندا، وكان في 1634، ولكن في النهاية فواديسواف تزوج سيسيليا ريناتا هابسبورغ.
في 1640 التقت بشقيق فواديسواف،يان كازيمير، واعطى الحياة الصالونات الأدبية في باريس.
توفيت سيسيليا ريناتا في عام 1644، فتزوج فواديسواف الرابع منه في 5 نوفمبر 1645 بالوكالة (كان شقيقه يان كازيمير). كان عليها تغيير اسمها إلى ماريا لويزا وفقا للتقاليد البولندية، حيث كان اسم ماريا كاسم أول يقتصر على والدة يسوع المسيح، ولا يمكن استخدامه من قبل ملكة.
أقيم الزفاف الحقيقي بين ماريا لويزا وفواديسواف الرابع في وارسو في 10 مارس 1646. بعد سنتين في 20 مايو 1648 ترملت ماريا لويزا بوفاة فواديسواف الرابع. وانتخب يان الثاني ملكاً على بولندا وتزوج من ماريا لويزا في 30 مايو 1649.
توفيت في وارسو في 10 مايو 1667 ودفنت في كاتدرائية كراكوف بقلعة فافل. وتنازل يان الثاني عن العرش البولندي في العام التالي.
ماريا لويزا يذكر في أخباريا بوصفه نشاطا وحيوية للمرأة، والخطط الطموحة للسياسة والاقتصاد. نبل البولندية مرارا بصدمة من جراء وجود زوج الملكة في شؤون الدولة، ولكنها على أية حال لعبت دورا هاما في الحد من القوات السويدية خلال الاشتباكات التي وقعت في عالم اثنين لها زوجها.
فضلا عن تأسيس ماريا لويزا لأول صحيفة بولندية "Merkuriusz Polski" (عطارد البولندي، 1652)، وأول من الدير البولندية للرهبنة الزيارية (1654).

## معرض صور

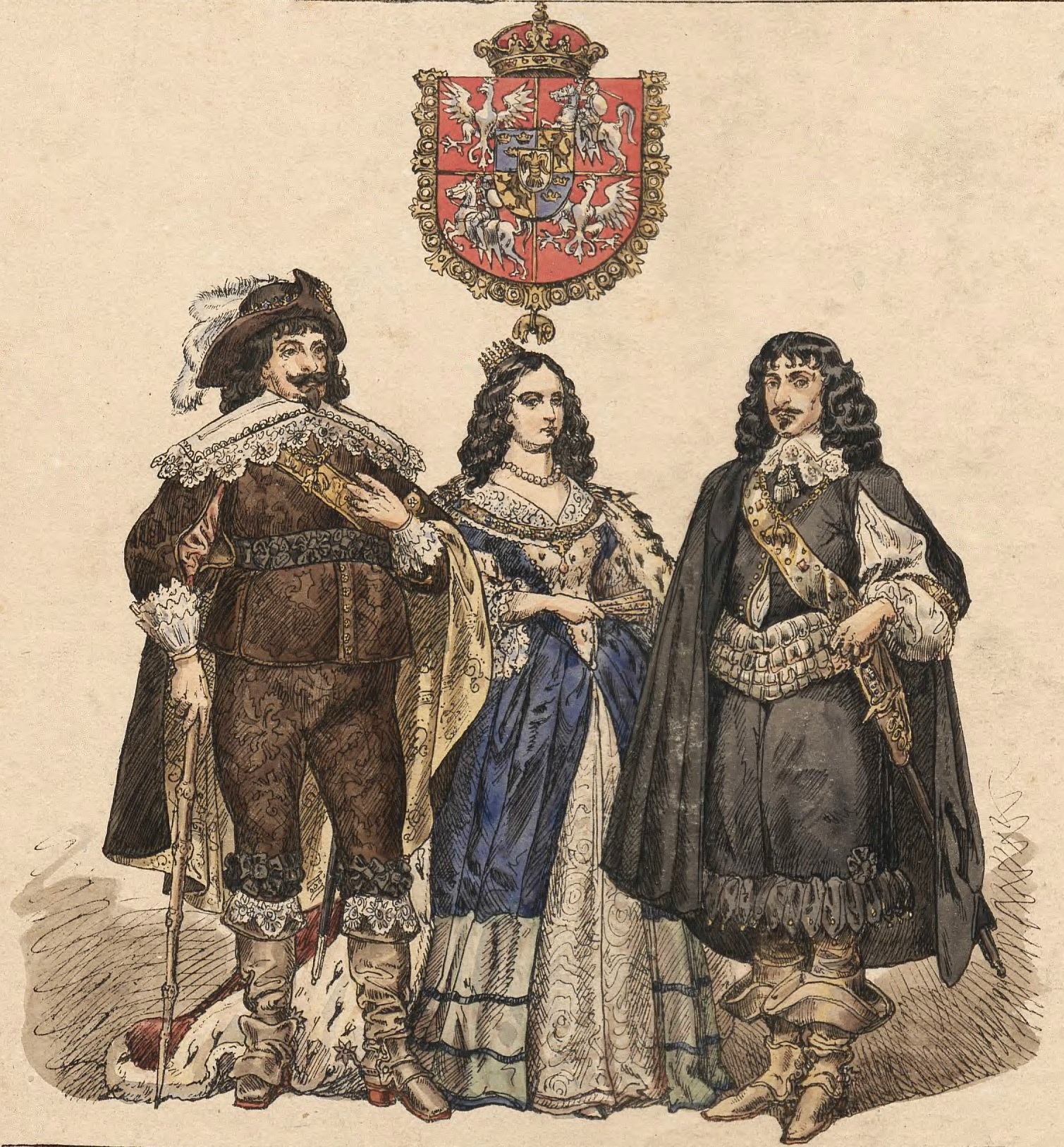
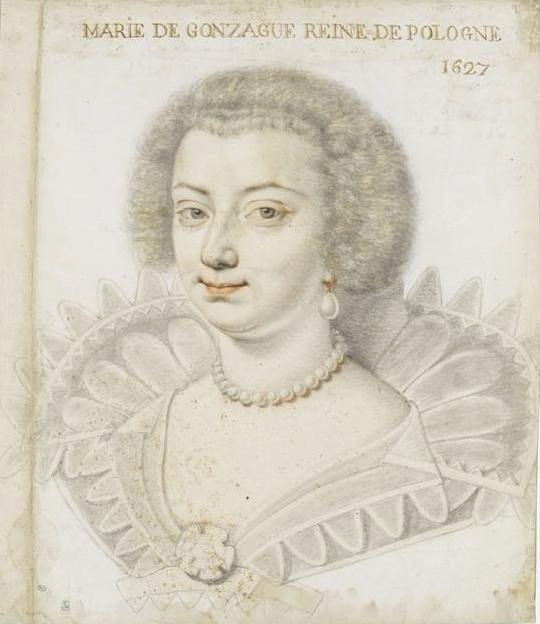
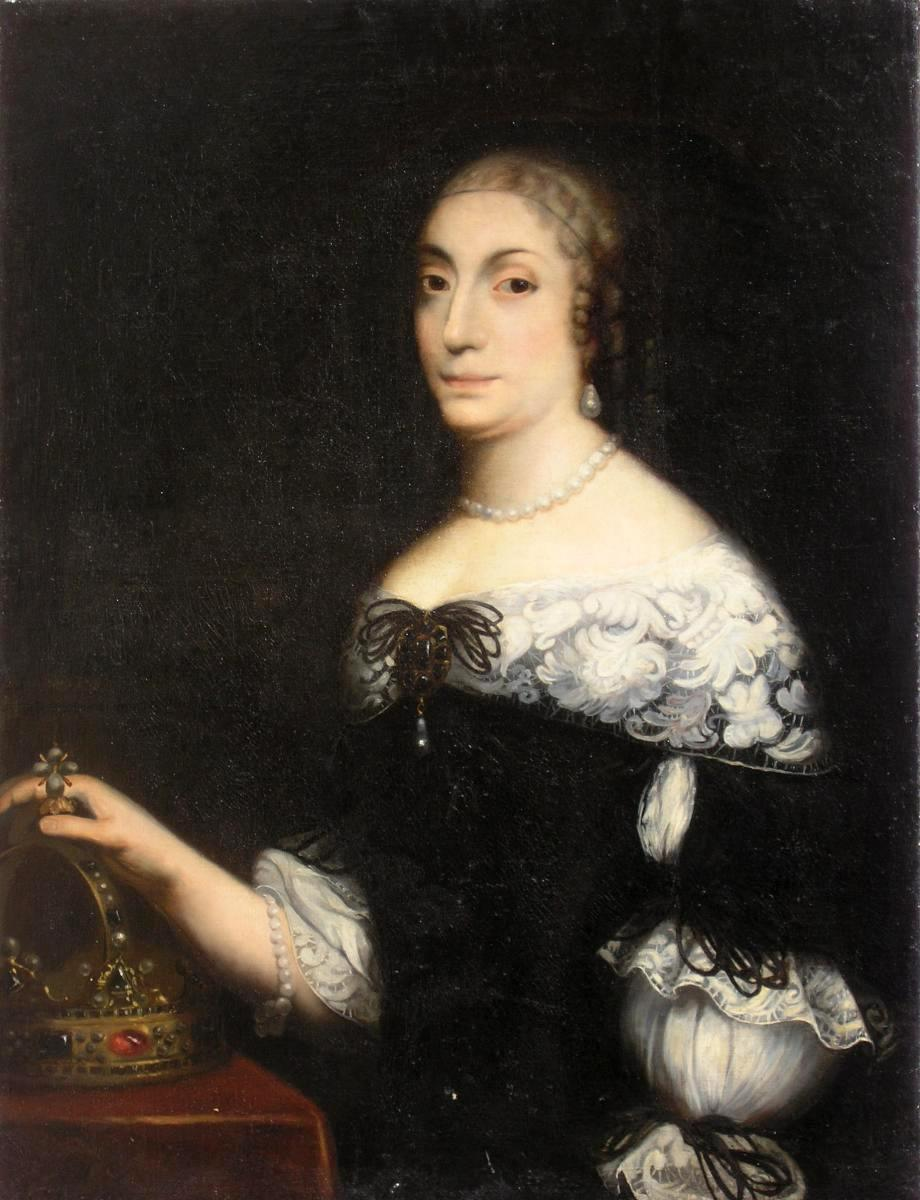
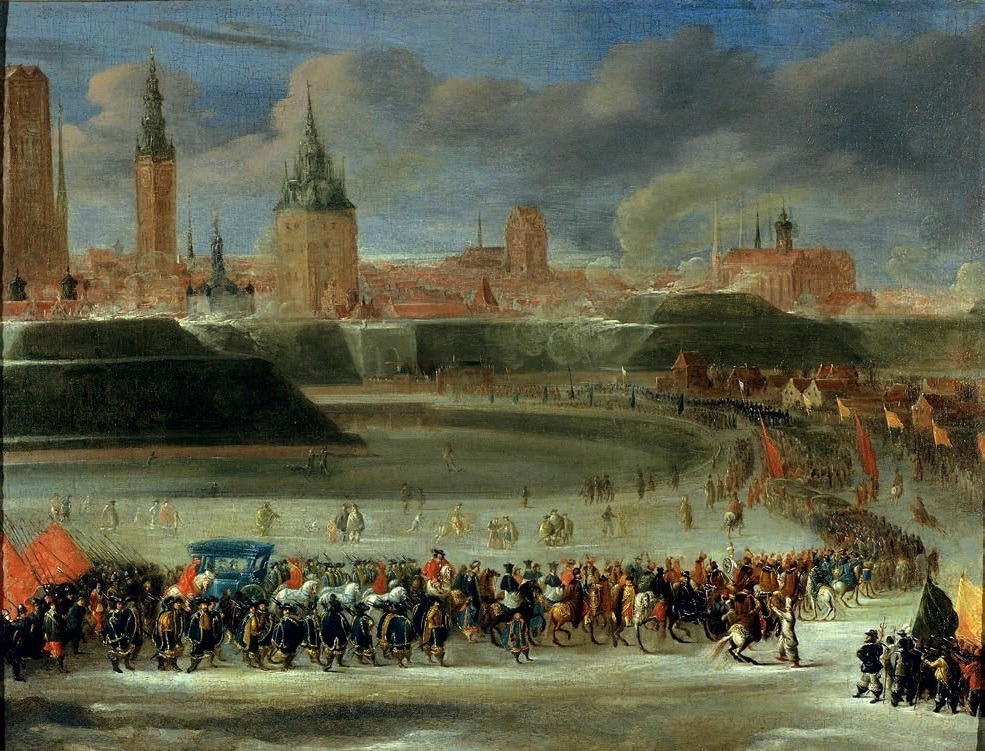